# Seznam dílů seriálu Jízlivě tvůj
Toto je Seznam dílů seriálu Jízlivě tvůj. Britský sitcom Jízlivě tvůj v letech 2013 a 2015 vysílala soukromá televizní stanice ITV. Ve dvou řadách vzniklo celkem 13 dílů.

## Přehled řad
| Řada            | Díly            | Premiéra ve VB    | Premiéra ve VB    | Premiéra ve ČR    | Premiéra ve ČR    |
| Řada            | Díly            | První díl         | Poslední díl      | První díl         | Poslední díl      |
| --------------- | --------------- | ----------------- | ----------------- | ----------------- | ----------------- |
| 1               | 6               | 29. dubna 2013    | 10. června 2013   | 14. září 2018     | 19. října 2018    |
| Vánoční speciál | Vánoční speciál | 27. prosince 2013 | 27. prosince 2013 | 26. října 2018    | 26. října 2018    |
| 2               | 6               | 1. června 2015    | 6. července 2015  | 2. listopadu 2018 | 7. prosince 2018  |
| Speciál         | Speciál         | 16. prosince 2016 | 16. prosince 2016 | 14. prosince 2018 | 14. prosince 2018 |

## Seznam dílů

### První řada (2013)
| Č. v seriálu | Č. v řadě | Název        | Režie  | Scénář       | Premiéra ve VB  | Premiéra v ČR  | Sledovanost (v mil.) |
| ------------ | --------- | ------------ | ------ | ------------ | --------------- | -------------- | -------------------- |
| 1            | 1         | Wake         | Ed Bye | Gary Janetti | 29. dubna 2013  | 14. září 2018  | 5,78                 |
| 2            | 2         | Cheat        | Ed Bye | Gary Janetti | 6. května 2013  | 21. září 2018  | 3,82                 |
| 3            | 3         | Audition     | Ed Bye | Gary Janetti | 13. května 2013 | 28. září 2018  | 2,78                 |
| 4            | 4         | Clubbing     | Ed Bye | Gary Janetti | 20. května 2013 | 5. října 2018  | 2,55                 |
| 5            | 5         | Dinner Party | Ed Bye | Gary Janetti | 3. června 2013  | 12. října 2018 | 2,53                 |
| 6            | 6         | Anniversary  | Ed Bye | Gary Janetti | 10. června 2013 | 19. října 2018 | 2,77                 |

### Vánoční speciál (2013)
| Č. v seriálu | Č. v řadě | Název             | Režie  | Scénář       | Premiéra ve VB    | Premiéra v ČR  | Sledovanost (v mil.) |
| ------------ | --------- | ----------------- | ------ | ------------ | ----------------- | -------------- | -------------------- |
| 7            | 7         | Christmas Special | Ed Bye | Gary Janetti | 27. prosince 2013 | 26. října 2018 | 3,15                 |

### Druhá řada (2015)
| Č. v seriálu | Č. v řadě | Název     | Režie  | Scénář       | Premiéra ve VB   | Premiéra v ČR      | Sledovanost (v mil.) |
| ------------ | --------- | --------- | ------ | ------------ | ---------------- | ------------------ | -------------------- |
| 8            | 1         | Sister    | Ed Bye | Gary Janetti | 1. června 2015   | 2. listopadu 2018  | 3,00                 |
| 9            | 2         | Gym       | Ed Bye | Gary Janetti | 8. června 2015   | 9. listopadu 2018  | 2,40                 |
| 10           | 3         | Ballroom  | Ed Bye | Gary Janetti | 15. června 2015  | 16. listopadu 2018 | 2,38                 |
| 11           | 4         | Stag Do   | Ed Bye | Gary Janetti | 22. června 2015  | 23. listopadu 2018 | 2,25                 |
| 12           | 5         | Flatmates | Ed Bye | Gary Janetti | 29. června 2015  | 30. listopadu 2018 | 2,17                 |
| 13           | 6         | Wedding   | Ed Bye | Gary Janetti | 6. července 2015 | 7. prosince 2018   | 2,06                 |

### Speciál (2016)
| Č. v seriálu | Č. v řadě | Název  | Režie       | Scénář       | Premiéra ve VB    | Premiéra v ČR     |
| ------------ | --------- | ------ | ----------- | ------------ | ----------------- | ----------------- |
| 14           | 7         | A Year | Ben Kellett | Gary Janetti | 16. prosince 2016 | 14. prosince 2018 |